# Luperina radians
Luperina radians là một loài bướm đêm trong họ Noctuidae.